# Kościół św. Wojciecha w Wągrowcu
Kościół świętego Wojciecha w Wągrowcu – rzymskokatolicki kościół parafialny należący do parafii pod tym samym wezwaniem (dekanat wągrowiecki archidiecezji gnieźnieńskiej).
W dniu 17 maja 1983 roku został poświęcony plac pod budowę kościoła. Wkrótce rozpoczęto wykopy pod fundamenty świątyni. W dniu 20 czerwca 1983 roku papież Jan Paweł II w czasie drugiej pielgrzymki do Polski poświęcił w Poznaniu kamienie węgielne pod nowo wznoszone świątynie w Polsce; wśród nich był również kamień pod kościół parafii św. Wojciecha w Wągrowcu. W dniu 3 listopada 1983 roku
pierwszą oficjalną wizytę w parafii św. Wojciecha złożył ksiądz kardynał Józef Glemp. Wtedy ks. prymas poświęcił Dom Katechetyczny oraz wmurował kamień węgielny pod świątynię poświęcony przez papieża. W dniu 5 sierpnia 1991 roku rozpoczęto prace związane z budową wieży świątyni. 12 lutego 1992 roku została zakończona budowa wieży. 17 sierpnia 1992 roku rozpoczęto zakładanie tynków w świątyni. W dniu 4 listopada 1993 roku kościół został poświęcony przez księdza arcybiskupa Fenryka Muszyńskiego Metropolitę Gnieźnieńskiego. 23 kwietnia 1995 roku kościół został uroczyście poświęcony (konsekrowany) przez tegoż samego Księdza arcybiskupa. 23 kwietnia 1998 roku zostały poświęcone dzwony parafialne przez księdza arcybiskupa Henryka Muszyńskiego. W dniu 10 października 20000 zostały poświęcone nowe organy kościelne przez tegoż samego księdza arcybiskupa.